# Kejobong (plaats)
Het dorp Kejobong is een bestuurslaag in het regentschap Purbalingga van de provincie Midden-Java, Indonesië. Kejobong telt 4983 inwoners volgens volkstelling van 2010 en ligt in het gelijknamige onderdistrict.